# هوآکرامارکا
هوآکرامارکا (به اسپانیایی: Huajramarca) یک کوه و محوطه باستانی در پرو است که در پرو واقع شده‌است.